# Кисляков, Сергей (художник)
Сергей Анатольевич Кисляков (или Кислаков, фр. Serge Kislakoff; 14 декабря 1897, Ялта — 29 марта 1980, Реймс, Франция) — французский художник русского происхождения.

## Биография и творчество
Родился в Ялте 14 декабря 1897 года. Из одесской дворянской семьи.
Во время войны был офицером Донских казаков. После поражения Белой армии оказался в Египте. Оттуда попал в Латинскую Америку, затем на Корсику и в Ниццу. На Корсике начал заниматься живописью, пользуясь советами итальянского художника Луиджи Корбеллини. Занимался также реставрацией церковных росписей.
В 1931 г. перебрался в Париж, где работал художником и декоратором в художественной мастерской киностудии Гомон (Gaumont) (автор многочисленных киноплакатов).
Сергей Кисляков писал городские виды и сцены (Монмартр, парижские бульвары, карнавалы в Ницце и Каннах), пейзажи, виды портов (юг Франции, Швеция), религиозные сюжеты, навеянные древнерусской живописью.
Выставлялся в галереях в Ницце, Манчестере, Брюсселе, Париже. На последней значительной выставке в 1959 г. в Париже выставлялся вместе с Жаном Габриелем Домергом, стилистическая близость с творчеством которого чувствуется в некоторых произведениях Кислякова.
Его произведения хранятся в музее Шере — художественном музее Ниццы. Был женат на художнице Сюзанн Демаре.
Умер в Реймсе в 29 марта 1980 года. Их мастерские были распроданы на торгах в Реймсе в 1985 г.